# Liste des agglomérations de recensement d'Alberta

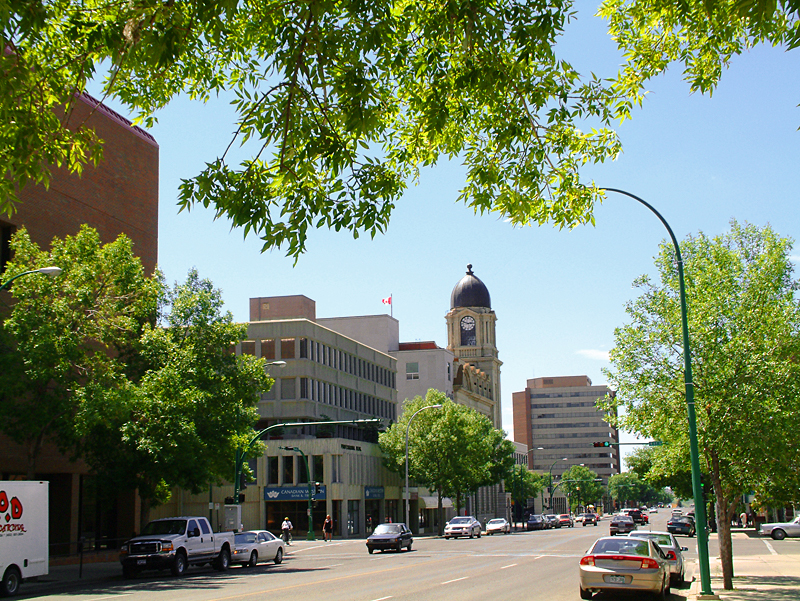
Lethbridge, agglomération de recensement la plus peuplée d'Alberta.

Une agglomération de recensement est une unité géographique de recensement au Canada établie par Statistique Canada. Une agglomération de recensement comprend une ou plusieurs subdivisions de recensement adjacentes qui a ont une population de base de 10 000 habitants ou plus. Elle est éligible pour la classification en tant que région métropolitaine de recensement dès qu'elle atteint une population de 100 000 habitants. C'est le cas de Calgary et Edmonton.
Selon le recensement de 2011, la province de l'Alberta comptait 16 agglomérations de recensement contre 12 lors de celui de 2006. Les quatre agglomérations ajoutées en 2011 sont High River, Lacombe, Strathmore et Sylvan Lake.

## Liste des agglomérations de recensement
| Agglomération de recensement | Superficie en 2011 (km²) | Population en 2011 | Population en 2006 | Population en 2001 | Population en 1996 | Division de recensement |
| ---------------------------- | ------------------------ | ------------------ | ------------------ | ------------------ | ------------------ | ----------------------- |
| Lethbridge                   | 2 975,62                 | 105 999            | 95 196             | 67 374             | 63 053             | Division No 2           |
| Red Deer                     | 104,29                   | 90 564             | 82 772             | 67 707             | 60 075             | Division No 8           |
| Medicine Hat                 | 13 288,65                | 72 807             | 68 822             | 61 735             | 56 570             | Division No 1           |
| Wood Buffalo                 | 63 782,95                | 66 896             | 52 643             | 42 602             | 36 124             | Division No 16          |
| Grande Prairie               | 72,80                    | 55 032             | 71 868             | 36 983             | 31 140             | Division No 19          |
| Okotoks                      | 19,24                    | 24 511             | 17 145             | [ N 1 ]            |                    | Division No 6           |
| Brooks                       | 5 931,20                 | 23 430             | 22 452             | 11 604             | [ N 3 ]            | Division No 2           |
| Lloydminster                 | 24,19                    | 18 032             | 15 910             | 13 148             | 11 317             | Division No 10          |
| Camrose                      | 42,50                    | 17 286             | 15 620             | 14 854             | 13 728             | Division No 10          |
| Cold Lake                    | 59,30                    | 13 839             | 11 991             | 27 935             | 35 161             | Division No 8           |
| High River                   | 14,27                    | 12 920             | [ N 2 ]            |                    |                    | Division No 6           |
| Sylvan Lake                  | 16,84                    | 12 762             | [ N 2 ]            |                    |                    | Division No 8           |
| Wetaskiwin                   | 18,20                    | 12 525             | 11 673             | 11 154             | 10 959             | Division No 11          |
| Strathmore                   | 27,28                    | 12 305             | [ N 2 ]            |                    |                    | Division No 5           |
| Canmore                      | 68,90                    | 12 288             | 12 039             | [ N 1 ]            |                    | Division No 15          |
| Lacombe                      | 20,89                    | 11 707             | [ N 2 ]            |                    |                    | Division No 8           |

Notes :
1. 1 2 3 4 5 6 7 8 9  Lors du recensement de 2006, les populations de nombreuses agglomérations du recensement de 2001 ont été ajustées à des fins de comparaison avec les populations de 2006. Les populations ajustées en 2001 sont : 87 388 habitants pour Lethbridge (limite élargie), 67 829 habitants pour Red Deer (limite élargie), 58 787 habitants pour Grande Prairie (limite élargie), 42 581 habitants pour Wood Buffalo (limite élargie), 23 964 habitants pour Lloydminster (limite élargie), 21 685 habitants pour Brooks (limite élargie), 11 689 habitants pour Okotoks (nouvelle agglomération de recensement), 14 870 habitants pour Camrose (limite élargie), 10 792 habitants pour Canmore (nouvelle agglomération de recensement) et 11 520 habitants pour Cold Lake (limite réduite).
2. 1 2 3 4 5 6 7 8 9  Lors du recensement de 2011, les populations de nombreuses agglomérations du recensement de 2006 ont été modifiées à des fins de comparaison avec les populations de 2011. Les populations ajustées en 2006 sont : 83 154 habitants pour Red Deer (limite élargie), 47 107 habitants pour Grande Prairie (limite modifiée en enlevant le comté de Grande Prairie No 1, subdivision de recensement), 17 150 habitants pour Okotoks (limite élargie), 15 630 habitants pour Camrose (limite élargie), 10 716 habitants pour High River (nouvelle agglomération de recensement), 10 703 habitants pour Sylvan Lake (nouvelle agglomération de recensement), 11 689 habitants pour Wetaskiwin (limite élargie), 10 280 habitants pour Strathmore (nouvelle agglomération de recensement) et 10 752 habitants pour Lacombe (nouvelle agglomération de recensement).
3. 1 2 3 4  Lors du recensement de 2001, les populations de nombreuses agglomérations du recensement de 1996 ont été ajustées à des fins de comparaison avec les populations de 2001. Les populations ajustées en 1996 sont : 60 080 habitants pour Red Deer (limite élargie), 31 353 habitants pour Grande Prairie (limite élargie), 27 139 habitants pour Cold Lake (limite réduite) et 10 093 habitants pour Brooks (nouvelle agglomération de recensement).
4. ↑  L'agglomération de recensement de Lloydminster est partagé entre l'Alberta et la Saskatchewan. Seule la partie de l'Alberta est présentée dans ce tableau.
5. ↑  Avant le recensement de 2001, l'agglomération de recensement de Cold Lake était nommée agglomération de recensement du Grand Centre.